# Dobrotești (Teleorman)
Dobroteşti è un comune della Romania di 4 906 abitanti, ubicato nel distretto di Teleorman, nella regione storica della Muntenia. 
Il comune è formato dall'unione di 2 villaggi: Dobrotești e Merișani.